# Argyrostrotis pacalis
Argyrostrotis pacalis là một loài bướm đêm trong họ Erebidae.